# Sulla collina nera (film)
Sulla collina nera (On the Black Hill) è un film del 1988 diretto da Andrew Grieve. La pellicola è basata sull'omonimo romanzo dello scrittore britannico Bruce Chatwin del 1982.

## Riconoscimenti
- Festival Internazionale del Cinema di San Sebastián
  - Concha de Oro